# ブラックナイトと薔薇の棘
『ブラックナイトと薔薇の棘 -a black knight × a thorn of rose-』（ブラックナイトとばらのとげ）は、田村登正による日本のライトノベル。イラストは雪乃葵が担当し、電撃文庫（メディアワークス）より2003年7月10日に刊行された。

## あらすじ
IT研究部のウェブサイトの掲示板に“天空のアイ”から自殺をほのめかすメッセージ書き込まれる。
雄一はインターネット上で交流があったため気になり自殺を止めるため捜索する。

## 登場人物
黒崎 雄一（くろさき ゆういち）
ハンドル名、ブラックナイト。高校生でIT研究部に所属。
薔薇の棘
本名、荒川唯。ボーイッシュな性格の女の子。雄一と同じく“天空のアイ”を探す。
天空のアイ
自殺の予告のようなメッセージを書き込んだ。

## 書誌情報
- ブラックナイトと薔薇の棘 -a black knight × a thorn of rose-

田村登正（著）、雪乃葵（イラスト）、〈電撃文庫〉メディアワークス発行、2003年7月10日発売。ISBN 978-4-8402-2406-2